# Ensemble instrumental de Nice
L'Ensemble instrumental de Nice est un orchestre à cordes fondé en juin 2001 par le chef Avner Soudry.

## Composition

### Direction musicale
Avner Soudry dirige Ensemble Instrumental de Nice depuis sa création. 
Diplômé de l'Académie de musique de Tel-Aviv, il est aussi titulaire d'un DEA en musique de l'université d'Aix-en-Provence. Il donne de nombreuses conférences concernant l'histoire de la musique, au MAMAC de Nice, entre autres.

### Solistes
- Violeta Huart : violon
- Manfred Stilz : violoncelle

### Chefs d'orchestre et solistes invités
- Omri Hadari (Israël)

## Activités

### Répertoire
- Joseph Achron
- T. Albinoni
- Anton Arensky
- J.S. Bach
- J.S. Bach - Vivaldi
- Samuel Barber
- Bella Bartok
- Hector Berlioz
- Georges Bizet
- Bizet – Sarasate
- L. Boccherini
- A. Borodine
- J. Brahms
- Benjamin Britten
- Max Bruch
- André Caplet
- Ernest Chausson
- A. Dvorak
- Edward Elgar
- Gabriel Fauré
- I Frolov
- Philip Glass
- Ch. Gounod
- E. Granados
- Edward Grieg
- J. F. Haendel
- GF Handel
- Joseph Haydn
- Gustav Holst
- Arthur Honneger
- Hanoch Jacoby
- Léos Janacek
- Paul Ladmirault
- Arié Levanon
- Francis Lopez
- Eleuthère Lovréglio
- Christian Manen
- Jules Massenet
- F. Mendelssohn
- W. A. Mozart
- J. Offenbach
- J. Pachelbel
- A. Piazzolla
- David Popper
- Francis Poulenc
- Albert Ribollet
- Joaquin Rodrigo
- J. Rossini
- Alfred Schnittke
- Franz Schubert
- D. Shostakovich
- P. Tchaikovsky
- G.P. Telemann
- Marcel Tournier
- J . Turina
- Antonio Vivaldi
- Robert Volkman
- O. Respighi
- H. Wieniawski